# Heteronyx imitator
Heteronyx imitator är en skalbaggsart som beskrevs av Blackburn 1909. Heteronyx imitator ingår i släktet Heteronyx och familjen Melolonthidae. Inga underarter finns listade i Catalogue of Life.